# Пашкова Валентина Степанівна
Валентина Степанівна Пашкова (нар. 6 лютого 1955 у м. Київ) — український культурно-освітній і громадський діяч, доктор історичних наук, доцент, координатор американських центрів Посольства США в Україні. Віце-президент Української бібліотечної асоціації, директор Центру інформаційних ресурсів (1997-2015), координатор американських центрів (з 2015) Посольства США в Україні. Заслужений працівник культури України (2007).

## Життєпис
Здобула вищу освіту в Київському державному інституті культури ім. О. Є. Корнійчука за фахом бібліотекознавство та бібліографія. Її батько Степан Йосипович і брат Сергій Степанович Петрови — відомі бібліографи та книгознавці.
Свій професійний шлях В. Пашкова розпочала молодшим науковим співробітником Центральної наукової бібліотеки АН України (нині — Національна бібліотека України імені В. І. Вернадського), закінчила аспірантуру і протягом 20 років працювала на посадах викладача, старшого викладача, доцента, професора Київського національного університету культури і мистецтв (КНУКіМ). Була позаштатним консультантом бібліотечно-інформаційного відділу Верховної Ради України (1997).
1987 р. захистила кандидатську дисертацію з проблем розвитку поточної сільськогосподарської бібліографії у Московському державному інституті культури.
1992 р. В. Пашкова проходила стажування у Бібліотеці конгресу США; 1996 р. проводила дослідження у Іллінойському університеті, м. Урбана-Шампейн, США.
2010 р. захистила докторську дисертацію «Еволюція національних бібліотечних асоціацій (1876 – 2009) у Національній бібліотеці України ім. В.І. Вернадського.
Нині — координатор американських центрів Посольства США в Україні.

## Творчість, наукові праці
Автор понад 300 праць із питань бібліотекознавства, бібліографії, бібліотечно-інформаційної освіти, зокрема, книг: «Інтелектуальна свобода та доступ до інформації в бібліотеках» (1996, 1998), «Національні бібліотечні асоціації: виникнення та еволюція діяльності» (1997), «Національні бібліотечні асоціації, 1876—2008» (2009), «Публічні бібліотеки як місце доступу громадян до інформаційних технологій та Інтернету: матеріали дослідження» (у співавторстві, 2008), «Українська бібліотечна асоціація: Документи і матеріали» (у співавторстві, 1996, 1998, 1999, 2001 та 2010), «Розбудова потужних бібліотечних асоціацій» (у співавторстві, 2012), «Електронні книги та електронні читанки (рідери) в бібліотеці: з чого почати?» (у співавторстві, 2013), «Інтелектуальна свобода та доступність інформації в демократичному суспільстві. Етика бібліотечного працівника» (у співавторстві, 2012 та 2013) та ін.
Статті В. С. Пашкової друкувалися, зокрема, в "Encyclopedia of Library and Information Science" (США, 2003), журналах Німеччини, Австрії, Великої Британії, Росії. Член редколегій професійних журналів — «Бібліотечна планета», «Бібліотечний вісник» (1995—1997), член редакційної ради журналу «Бібліотекознавство. Документознавство. Інформологія» (2004—2009).
В. С. Пашкова працювала над теоретико-методологічними проблемами галузевої бібліографії, підготовки фахівців цієї сфери, виступала укладачем бібліографічних покажчиків. Першою в Україні теоретично обґрунтувала значення концепції інтелектуальної свободи як основи розвитку бібліотечної професії та бібліотечної діяльності, звернулася до проблем розвитку бібліотечного обслуговування в умовах переходу до нових інформаційних технологій.
У різні роки була головою та членом редколегій науково-методичних видань і науково-практичних збірників із актуальних проблем бібліотечної справи та бібліографії, зокрема: «Публічні бібліотеки: сучасність і майбутнє» (1997, 1998), «Бібліографознавство: теорія і практика» (1997), «Бібліотека. Інформація. Суспільство» (1998), «Бібліотека і влада» (2000), «Професійний бібліотечний рух: назустріч змінам бібліотечно-інформаційного середовища» (2001), «Інтернет-центри в публічних бібліотеках» (2003), «Центри публічного доступу до Інтернету в бібліотеках: Документи і матеріали» (2005), «Всеукраїнський день бібліотек: новий формат» (2010) та ін.
Перекладач, науковий редактор перекладів українською мовою ряду важливих для розвитку галузі документів ІФЛА, національних бібліотечних асоціацій зарубіжних країн, матеріалів з досвіду діяльності зарубіжних бібліотек. Розробник нових навчальних курсів для системи підготовки та перепідготовки кадрів інформаційно-бібліотечної сфери.

## Громадська діяльність
Валентина Степанівна - одна із засновників, президент (1995–2001, 2006–2009) та віце-президент (2001–2006, 2009–2017) Української бібліотечної асоціації. Зараз очолює Експертну раду Української бібліотечної асоціації.
Була членом спеціалізованої вченої ради по захисту дисертацій на здобуття доктора (кандидата) наук у Національній бібліотеці України імені В. І. Вернадського, голова та член оргкомітетів багатьох міжнародних і загальноукраїнських конференцій, включаючи II Всеукраїнський конгрес бібліотекарів (1998), міжнародну конференцію «Американсько-українська бібліотечна співпраця» (1997, м. Урбана-Шампейн, США), міжнародні кримські конференції «Бібліотеки і асоціації у мінливому світі: нові технології, нові форми співпраці» (1996—2004, 2006—2013), конференції «Бібліотека — інформація — суспільство» (1998), «Бібліотека і влада» (2000), звітно-виборчі та інші конференції УБА (1995, 1999, 2001, 2006, 2009-2016), Міжнародних Львівських бібліотечних форумів та ін.
Значну увагу В. С. Пашкова приділяє впровадженню в Україні новітніх інформаційних технологій, демократичних засад бібліотечної справи, прогресивного зарубіжного досвіду, реалізації міжнародних проектів, зокрема, проектів «Інтернет для читачів публічних бібліотек (LEAP)», «Вікно в Америку», «Бібліоміст», «Publica», PULMAN, «Електронна бібліотека: Центри знань в університетах України» та ін. Валентина Степанівна працювала у складі робочої групи з питань створення та розвитку мережі пунктів колективного доступу до Інтернету в Україні, організованому за дорученням Кабінету Міністрів України (2004). У 2016 р. ініціювала реалізацію в Україні проектів «Культура академічної доброчесності: роль бібліотек» та «Бібліотеки підтримують Рік англійської мови в Україні». Вона — один з фундаторів Української бібліотечної асоціації (1995), президент УБА (трьох каденцій).  За її підтримки створено при Українській бібліотечній асоціації та Національній академії керівних кадрів культури і мистецтв України (НАКККіМ) Центр безперервної інформаційно-бібліотечної освіти.
В. С. Пашкова ініціювала та брала активну участь у розробці Кодексу етики бібліотекаря, що був прийнятий УБА (1996), очолювала робочу групу з розробки його нової  редакції (2013 р.). Брала участь у роботі над проектом Закону «Про внесення змін до Закону України „Про бібліотеки і бібліотечну справу“» (2000), була членом експертної групи при Національній раді з питань культури та духовності при Президенті України (2006—2009). Член міжвідомчої робочої групи з питань формування стратегії розвитку бібліотечної справи в Україні при Міністерстві культури України (2014-2015) та ін.
У 2005 та 2006 рр. була членом Консультативного комітету Нагороди «Доступ до навчання» Фонду Білла та Мелінди Гейтс, США. У 2009—2010 рр. — була членом експертної групи Міжнародної федерації бібліотечних асоціацій та установ (ІФЛА) з розробки навчальної програми «Будуємо міцні бібліотечні асоціації». У 2010—2011 рр. вона — національний тренер програми ІФЛА «Будуємо потужні бібліотечні асоціації» в Україні, у 2016-2017 рр. – міжнародний тренер «Міжнародної програми з адвокації» ІФЛА.  
У 2011-2013 рр. була членом комітету ІФЛА з свободи доступу до інформації та свободи висловлення (FAIFE).

## Нагороди, відзнаки
- Почесне звання Заслужений працівник культури України (2007).

В. С .Пашкова має подяки, грамоти та дипломи від Комітету Верховної Ради України з питань культури і духовності (2000), Міністра культури і туризму України (2007), Міністра культури Криму (2002, 2004, 2007 та 2008), голів обласних державних адміністрацій України, Центру міжнародних бібліотечних програм ім. Мортенсона Іллінойського університету, м. Урбана-Шампейн, США (1996), Державного Департаменту США. Нагороджена почесними відзнаками Української бібліотечної асоціації «За відданість бібліотечній справі» (2002), «За внесок у бібліотекознавство» (2013).